# Савез удружења бораца Народноослободилачког рата Републике Српске
Савез удружења бораца Народноослободилачког рата Републике Српске је организација која окупља бивше борце и учеснике Народноослободилачког рата (НОР), од 1941. до 1945. године, као и антифашистички опредијељене грађане Републике Српске. Сједиште СУБНОР-а Републике Српске је у Бања Луци, а тренутни предсједник је Благоја Гајић.
Основан је 1992. године од општинских организација СУБНОР-а БиХ које су се налазиле на територији Републике Српске. Делује само на територији Републике Српске и повезан је са СУБНОР-ом Србије.

## Значајни датуми
Један од најзначајнијих датума које обиљежава СУБНОР Републике Српске, је 27. јул, некадашњи Дан устанка народа Босне и Херцеговине, када делегација СУБНОР-а, као и бројне државне и локалне делегације, постављају вијенце на споменику палим Крајишницима на Бањ брду. СУБНОР Српске, поред 27. јула, обиљежава и годишњицу Другог засједања АВНОЈ-а у Јајцу 29. новембра 1943, када су представници партизанског покрета отпора прогласили федерално уређење Југославије и Уставотворну скупштину ФНРЈ 29. новембра 1945, као и 25. новембар, када је 1943. одржано прво засједање Земаљског антифашистичког вијећа народног ослобођења Босне и Херцеговине (ЗАВНОБиХ) у Мркоњић-Граду.